# Морага, Джон
Джон Энтони Морага (англ. John Anthony Moraga; род. 20 марта 1984, Финикс) — американский боец смешанного стиля, представитель легчайшей и наилегчайшей весовых категорий. Выступает на профессиональном уровне начиная с 2009 года, известен прежде всего по участию в турнирах бойцовской организации UFC, был претендентом на титул чемпиона UFC в наилегчайшем весе.

## Биография
Джон Морага родился 20 марта 1984 года в городе Финикс штата Аризона, США. Имеет мексиканские корни. Во время учёбы в Университете штата Аризона серьёзно занимался борьбой, выступал в первом дивизионе Национальной ассоциации студенческого спорта, дважды получал статус всеамериканского спортсмена.

### Начало профессиональной карьеры
Дебютировал в смешанных единоборствах на профессиональном уровне в ноябре 2009 года, выиграв у своего соперника единогласным решением судей. Начинал спортивную карьеру в небольшом аризонском промоушене Rage in the Cage, где одержал в общей сложности семь побед и завоевал титул чемпиона в легчайшей весовой категории.
Первое в профессиональной карьере поражение потерпел в декабре 2010 года, на турнире Nemesis Fighting в Доминиканской республике единогласным решением уступил Джону Додсону. Затем долгое время вновь шёл без поражений, стал чемпионом Trilogy Championship Fighting в легчайшем весе.

### Ultimate Fighting Championship
Имея в послужном списке 11 побед и только одно поражение, Морага привлёк к себе внимание крупнейшей бойцовской организации мира Ultimate Fighting Championship и в 2012 году подписал с ней долгосрочный контракт — при этом принял решение спуститься в наилегчайшую весовую категорию. Его дебют в октагоне UFC планировался на август против Иана Макколла, но тот травмировался и был заменён Улиссом Гомесом. Уже в первом раунде Морага отправил своего соперника в нокаут.
В декабре 2012 года вышел в клетку против Криса Кариасо, в третьем раунде поймал его в «гильотину» и тем самым принудил к сдаче. Был награждён бонусом за лучший приём вечера.
Благодаря череде удачных выступлений Джон Морага удостоился права оспорить титул чемпиона UFC в наилегчайшем весе, принадлежавший Деметриусу Джонсону. Чемпионский бой между ними должен был состояться в апреле 2013 года, но из-за травмы Джонсона в конечном счёте его перенесли на июль. Морага продемонстрировал хорошую ударную технику в первом раунде, нанеся несколько точных ударов, однако затем Джонсон начал переводить его в партер и контролировать с помощью своих борцовских навыков. В четвёртом раунде ему удалось нанести чемпиону урон сильным ударом рукой в голову, но в пятом раунде ближе к концу боя Морага попался на рычаг локтя и вынужден был сигнализировать о сдаче.
Хотя Морага и не сумел забрать чемпионский пояс, он продолжил регулярно выступать в UFC и в 2014 году провёл четыре боя: победил Дастина Ортиса, Джастина Скоггинса и Уилли Гейтса, но вновь уступил Джону Додсону в их второй встрече.
В 2015 и 2016 годах потерпел поражения по очкам от Джозефа Бенавидеса и Матеуса Николау соответственно. Затем последовало поражение единогласным решением от Серхио Петтиса.
Мораге удалось прервать серию из трёх поражений только в июне 2017 года, когда он взял верх над Ашханом Мохтаряном. Спустя несколько месяцев отправил в нокаут Магомеда Бибулатова, заработав премию за лучшее выступление вечера.
В апреле 2018 года вышел в клетку против бразильца Вилсона Рейса и победил его единогласным судейским решением.

## Статистика в профессиональном ММА
| Боёв 26  | Побед 19 | Поражений 7 |
| -------- | -------- | ----------- |
| Нокаутом | 3        | 2           |
| Сдачей   | 8        | 1           |
| Решением | 8        | 4           |

| Результат | Рекорд | Соперник           | Способ                  | Турнир                                  | Дата            | Раунд | Время | Место                  | Примечание                                     |
| --------- | ------ | ------------------ | ----------------------- | --------------------------------------- | --------------- | ----- | ----- | ---------------------- | ---------------------------------------------- |
| Поражение | 19-7   | Дейвисон Фигейреду | TKO (удары)             | UFC Fight Night: Gaethje vs. Vick       | 25 августа 2018 | 2     | 3:08  | Линкольн, США          |                                                |
| Победа    | 19-6   | Вилсон Рейс        | Единогласное решение    | UFC on Fox: Poirier vs. Gaethje         | 14 апреля 2018  | 3     | 5:00  | Глендейл, США          |                                                |
| Победа    | 18-6   | Магомед Бибулатов  | KO (удар рукой)         | UFC 216                                 | 7 октября 2017  | 1     | 1:38  | Лас-Вегас, США         | Выступление вечера.                            |
| Победа    | 17-6   | Ашхан Мохтарян     | Единогласное решение    | UFC Fight Night: Lewis vs. Hunt         | 11 июня 2017    | 3     | 5:00  | Окленд, Новая Зеландия |                                                |
| Поражение | 16-6   | Серхио Петтис      | Единогласное решение    | UFC Fight Night: Rodríguez vs. Penn     | 17 января 2017  | 3     | 5:00  | Финикс, США            |                                                |
| Поражение | 16-5   | Матеус Николау     | Раздельное решение      | The Ultimate Fighter 23 Finale          | 8 июля 2016     | 3     | 5:00  | Лас-Вегас, США         |                                                |
| Поражение | 16-4   | Джозеф Бенавидес   | Единогласное решение    | UFC 187                                 | 23 мая 2015     | 3     | 5:00  | Лас-Вегас, США         |                                                |
| Победа    | 16-3   | Уилли Гейтс        | Сдача (удушение сзади)  | UFC on Fox: dos Santos vs. Miocic       | 13 декабря 2014 | 3     | 4:06  | Финикс, США            |                                                |
| Победа    | 15-3   | Джастин Скоггинс   | Сдача (гильотина)       | UFC Fight Night: Jacare vs. Mousasi     | 5 сентября 2014 | 2     | 0:47  | Машантакет, США        |                                                |
| Поражение | 14-3   | Джон Додсон        | TKO (остановлен врачом) | UFC Fight Night: Henderson vs. Khabilov | 7 июня 2014     | 2     | 5:00  | Альбукерке, США        |                                                |
| Победа    | 14-2   | Дастин Ортис       | Раздельное решение      | UFC Fight Night: Rockhold vs. Philippou | 15 января 2014  | 3     | 5:00  | Дулут, Джорджия, США   |                                                |
| Поражение | 13-2   | Деметриус Джонсон  | Сдача (рычаг локтя)     | UFC on Fox: Johnson vs. Moraga          | 27 июля 2013    | 5     | 3:43  | Сиэтл, США             | Бой за титул чемпиона UFC в наилегчайшем весе. |
| Победа    | 13-1   | Крис Кариасо       | Сдача (гильотина)       | UFC 155                                 | 29 декабря 2012 | 3     | 1:11  | Лас-Вегас, США         | Приём вечера.                                  |
| Победа    | 12-1   | Улисс Гомес        | KO (удары)              | UFC on Fox: Shogun vs. Vera             | 4 августа 2012  | 1     | 3:46  | Лос-Анджелес, США      | Дебют в наилегчайшем весе.                     |
| Победа    | 11-1   | Хосе Карбахаль     | Единогласное решение    | Cage Rage: On the River 2               | 7 июля 2012     | 3     | 5:00  | Паркер, США            |                                                |
| Победа    | 10-1   | Морис Сентерс      | Единогласное решение    | Rage in the Cage 160                    | 22 июня 2012    | 3     | 5:00  | Чандлер, США           | Выиграл титул чемпиона RITC в легчайшем весе.  |
| Победа    | 9-1    | Мэттью Гарсия      | Сдача (рычаг локтя)     | Coalition of Combat: The Bangers Ball   | 25 февраля 2012 | 1     | 3:10  | Финикс, США            |                                                |
| Победа    | 8-1    | Фредди Лукс        | Сдача (гильотина)       | TCF: Rumble at the Ranch 2              | 5 ноября 2011   | 1     | 0:49  | Финикс, США            | Выиграл титул чемпиона TCF в легчайшем весе.   |
| Победа    | 7-1    | Натаниэль Бейкер   | Сдача (рычаг локтя)     | MBP: Sun City Battle                    | 9 июля 2011     | 3     | 2:27  | Эль-Пасо, США          |                                                |
| Поражение | 6-1    | Джон Додсон        | Единогласное решение    | Nemesis Fighting: MMA Global Invasion   | 11 декабря 2010 | 3     | 5:00  | Пунта-Кана, Доминикана |                                                |
| Победа    | 6-0    | Альдо Эскудеро     | Единогласное решение    | Rage in the Cage 143                    | 31 июля 2010    | 3     | 5:00  | Финикс, США            |                                                |
| Победа    | 5-0    | Тревис Халверсон   | Сдача (гильотина)       | Rage in the Cage 142                    | 26 июня 2010    | 1     | 1:17  | Чандлер, США           |                                                |
| Победа    | 4-0    | Пэт Донован        | Сдача (треугольник)     | Rage in the Cage 140                    | 20 марта 2010   | 2     | 1:12  | Чандлер, США           |                                                |
| Победа    | 3-0    | Эван Мортон        | Единогласное решение    | Rage in the Cage 139                    | 13 февраля 2010 | 3     | 3:00  | Тусон, США             |                                                |
| Победа    | 2-0    | Эд Декастро        | TKO (удары руками)      | Rage in the Cage 138                    | 4 декабря 2009  | 1     | 1:15  | Меса, США              |                                                |
| Победа    | 1-0    | Сэм Шапиро         | Единогласное решение    | Rage in the Cage 136                    | 7 ноября 2009   | 3     | 3:00  | Прескотт-Валли, США    |                                                |